# Geolycosa hubbelli
Geolycosa hubbelli är en spindelart som beskrevs av Wallace 1942. Geolycosa hubbelli ingår i släktet Geolycosa och familjen vargspindlar. Inga underarter finns listade i Catalogue of Life.